# Ґрю Оствік
Ґрю Оствік (норв. Gry Østvik 1963) — норвезька біатлоністка,  перша серед жінок володарка Великого кришталевого глобусу в сезоні 1982/1983, дворазова срібна призерка чемпіонатів світу з біатлону в естафеті. 

## Загальний залік в Кубку світу
- 1982-1983 — -е місце
- 1983-1984 — -е місце